# Hua Jin
Vous pouvez aider à l'améliorer ou bien discuter des problèmes sur sa page de discussion.
- Il ne cite pas suffisamment ses sources. Vous pouvez indiquer les passages à sourcer avec {{référence nécessaire}} ou {{Référence souhaitée}}, et inclure les références utiles en les liant aux notes de bas de page. (Marqué depuis janvier 2020)
- Il contient une ou plusieurs listes. Le texte gagnerait à être rédigé sous la forme d’un ou plusieurs paragraphes synthétiques, afin d’être plus agréable à lire. (Marqué depuis janvier 2020)
- Sa forme n’est pas encyclopédique et ressemble trop à un curriculum vitæ. Modifiez le texte pour aider à le transformer en article neutre. (Marqué depuis janvier 2020)
- Il n’est pas rédigé dans un style encyclopédique. (Marqué depuis janvier 2020)

- Archive Wikiwix
- Bing
- Cairn
- DuckDuckGo
- E. Universalis
- Gallica
- Google
- G. Books
- G. News
- G. Scholar
- Persée
- Qwant
- (zh) Baidu
- (ru) Yandex
- (wd) trouver des œuvres sur Wikidata

Hua Jin (靳华) est une artiste sino-canadienne utilisant la photographie, l'installation et la vidéo. Elle vit à Montréal et travaille de par le monde.

## Biographie
Hua Jin est née en 1976 à Hebei en Chine. Elle est titulaire d'un baccalauréat de l'Emily Carr University of Art and Design à Vancouver en Colombie-Britannique au Canada en 2012 et d'une maîtrise en photographie de l'Université Concordia à Montréal en 2015.  

## Œuvres
Les œuvres de Hua Jin évoquent l'idée de permanence et de changement. Elle s'intéresse particulièrement aux thèmes de la nature, du paysage et de la condition humaine en relation avec l'histoire.
Elle est connue pour sa série My Big Family, projet toujours en cours, débuté à l'été 2010. Loin de ses racines, le projet est né de l'idée de reconstruire la généalogie de sa famille élargie. L’ensemble s’est avéré plus qu’un simple portrait familial, puisqu’il témoigne de la disparition progressive des familles traditionnelles composées de nombreux enfants dans la société chinoise contemporaine depuis l’instauration de la politique de l’enfant unique en 1978. Ce portrait multiple et éclaté prend une perspective documentaire autant familiale que sociale, où les points d’entrée dans la réalité urbaine ou rurale de la Chine contemporaine se démultiplient sans cesse. 
Une autre série en cours est Dundee, où l'artiste photographie les liens culturels et historiques rattachés aux migrations écossaises.  

## Prix et distinctions
Hua Jin a bénéficié de plusieurs résidences, prix et bourses, dont le premier Prix de la diversité culturelle en arts visuels décerné par le Conseil des arts de Montréal en 2018. Ses nombreux projets sont soutenus par le Conseil des arts du Canada (CAC) et le Conseil des arts et des lettres du Québec (CALQ).    

## Publications
- Christian Roy, « Territoires II », Ciel Variable - art photo médias culture, no 114,‎ hiver 2020
- Christian Roy, « Hua Jin : Dundee, Mémoire photographique », Vie des Arts, Montréal, Québec,‎ 8 octobre 2019 (lire en ligne)
- Dundee, Capture Festival Photography, Catalogue exhibition, 2019 (lire en ligne)
- Through the Body: Lens-Based Works by Contemporary Chinese Women Artists, Contact Photography Festival, Toronto, Canada, 2014 (lire en ligne)

## Collections
Le travail de Hua Jin se retrouve dans plusieurs collections publiques et privées, notamment la collection du Musée des beaux-arts de Montréal, Canada, et celle du Musée d'Art contemporain de Shangai, Chine.          